# Margareta Klopstock

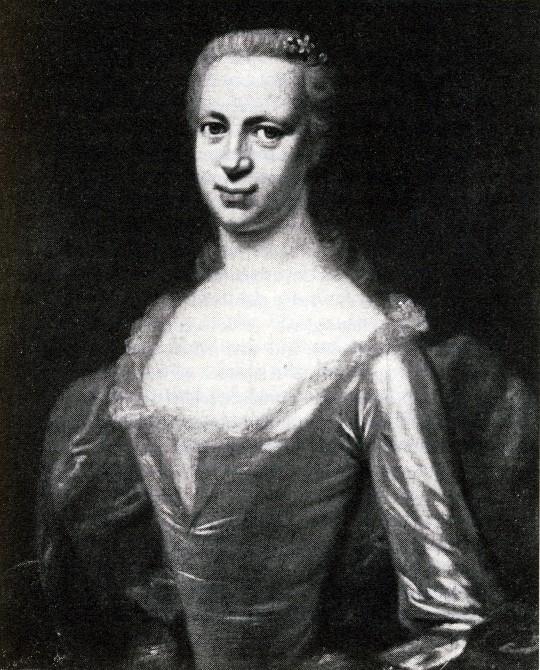
Meta Klopstock, Gemälde von Dominicus van der Smissen, um 1754

Margareta „Meta“ Klopstock (geb. Moller; * 16. März 1728 in Hamburg; † 28. November 1758 ebenda) war eine deutsche Schriftstellerin, deren Briefwechsel als einzigartige realistische Beschreibung der Zeit des Rokoko und der Empfindsamkeit gilt. Werke von ihr erschienen unter dem Pseudonym Margaretha. Sie heiratete 1754 den Dichter Friedrich Gottlieb Klopstock, der sie unter anderem in den Cidli-Oden verewigte. Ab 1757 korrespondierte sie mit Samuel Richardson.

## Leben

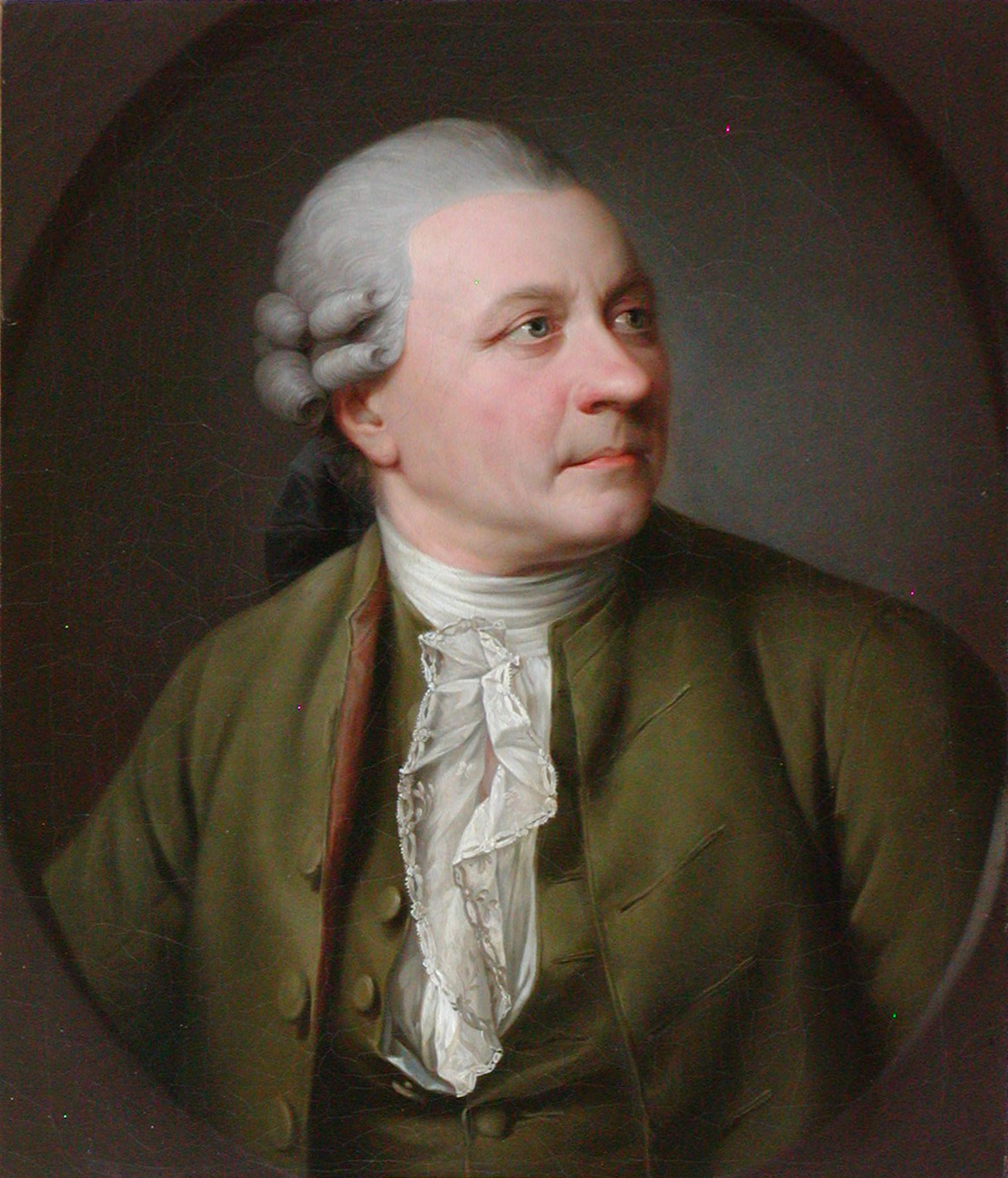
Friedrich Gottlieb Klopstock, Porträt von Jens Juel

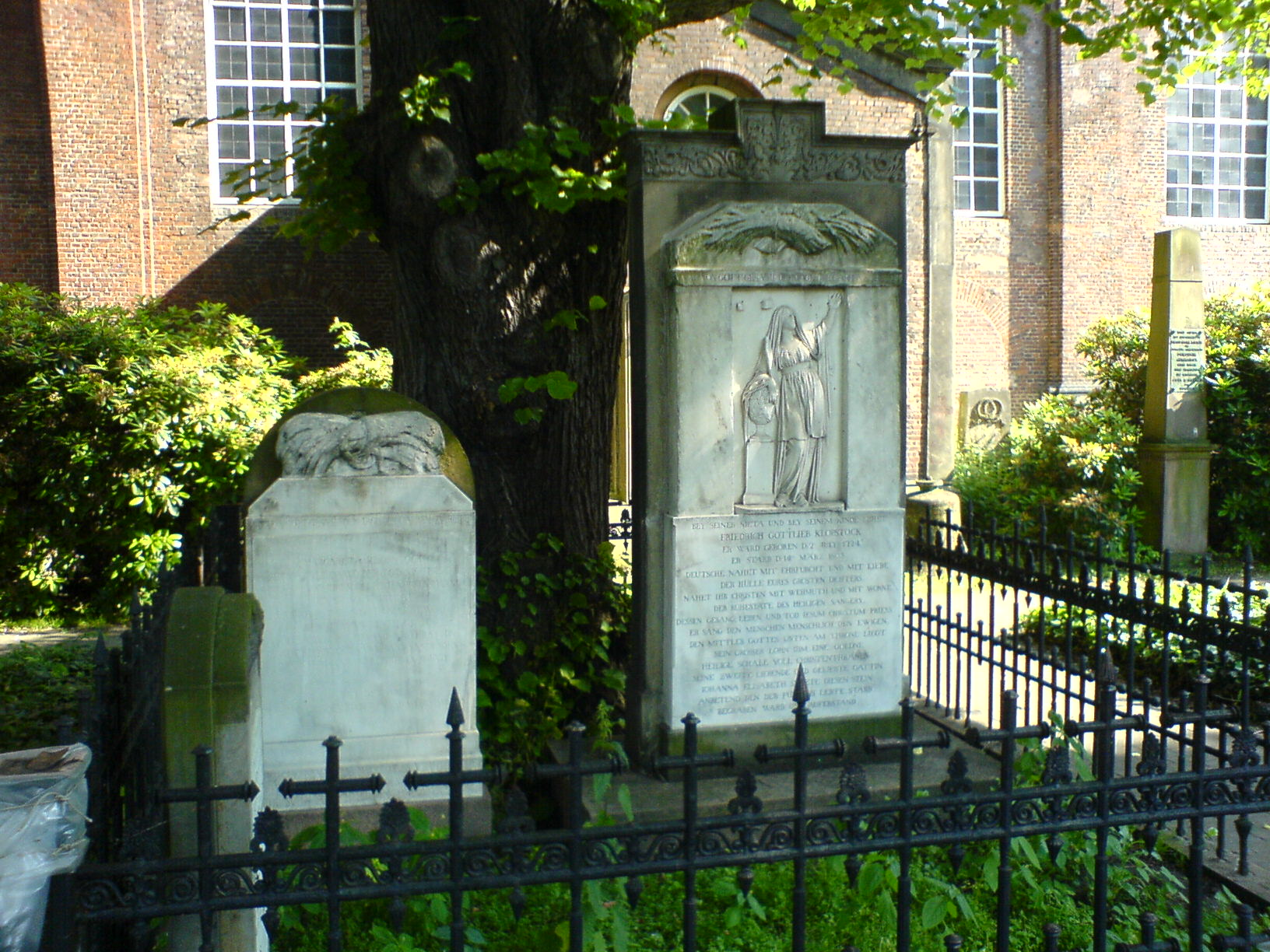
Meta Klopstocks Grab auf dem Friedhof der Christianskirche in Ottensen.

Meta Klopstock wurde als jüngste Tochter in zweiter Ehe des Hamburger Kaufmanns Peter Moller geboren. Sie war außergewöhnlich talentiert und umfassend gebildet, sprach Französisch, Englisch, Italienisch und Latein. Nachdem der Vater 1735 gestorben war und die Mutter sich wieder verheiratet hatte, lebte Meta Klopstock bis zu ihrer eigenen Heirat bei ihrer ältesten Schwester Elisabeth (1722–1788), der Frau des Kaufmanns Benedict Schmidt.
Die Lektüre der ersten drei Gesänge des Messias im Jahr 1750 begeisterte Meta Klopstock, die den Verfasser Friedrich Gottlieb Klopstock schließlich im Frühjahr 1751 durch die Vermittlung ihres Jugendfreunds Nikolaus Dietrich Giseke kennenlernte. Am 10. Juni 1754 heirateten beide und zogen nach Kopenhagen. Die Ehe war sehr glücklich und wird allgemein als Höhepunkt in Friedrich Gottlieb Klopstocks Leben gewertet.
Friedrich Gottlieb Klopstock verewigte Meta Klopstock in zahlreichen Oden, die um die Figur der Cidli kreisen. Gleichzeitig legte er auch großen Wert auf die Kritik seiner Frau zu seinen Schriften, wie dem Messias, Von der heiligen Poesie (1755) oder der Abhandlung Von der Nachahmung des griechischen Silbenmaßes im Deutschen (1756).
Die lang ersehnte Schwangerschaft veranlasste Meta, die im Herbst 1757 mit ihrem Mann in Hamburg bei ihrer Schwester Elisabeth zu Besuch gewesen war, aus Kopenhagen zu dieser zurückzukehren. Friedrich Gottlieb Klopstock ging im Sommer 1758 allein nach Kopenhagen zurück und traf kurz vor der Niederkunft im November 1758 wieder in Hamburg ein.
Meta Klopstock starb bei der Geburt am 28. November 1758 im Alter von 30 Jahren, der Sohn kam tot zur Welt. Mit ihm wurde sie am 15. Juni 1759 auf dem Friedhof der Christianskirche in Ottensen beigesetzt. Ihre Schwestern Elisabeth Schmidt und Catharina Margaretha, verheiratet mit Johann Hinrich Dimpfel geb. Moller (1724–1773) pflanzten am 6. Dezember 1759 zwei Linden, von denen eine noch heute am Grab steht.
Friedrich Gottlieb Klopstock verarbeitete den Tod seiner Frau u. a. im 15. Gesang des Messias. Der Tod Cidlis ist dem Tod Metas nachgebildet, von dem Klopstock in einem Brief an Johann Andreas Cramer im Dezember 1758 berichtete. Nach seinem Tod 1803 wurde Friedrich Gottlieb Klopstock neben Meta Klopstock und seinem Sohn beigesetzt.

## Literarische Bedeutung
Meta Klopstock war eine Frau des Rokoko. Das einzige von ihr bekannte Porträt von Dominicus van der Smissen zeigt sie als Frau ihrer Zeit: Die zurückgenommenen Haare erhöhen ihre Stirn, das blaugraue Kleid ist tief ausgeschnitten und die geschnürte Taille verstärkt den Eindruck des Reifrocks. Auch in den Briefen Meta Klopstocks finden sich die typischen Merkmale des Rokoko, der im Gegensatz zur Schwere des Barock verspielte Formen hervorbrachte. Zum Wortschatz der Briefe an ihren Mann gehören Zephyre, Grazien und Sylphen, und die anakreontische Taube ist ein wiederkehrendes Motiv. Der Winter wurde im Rokoko als reizvoll entdeckt, und Meta Klopstock beschreibt in ihren Briefen die Freuden des Schlittschuhlaufens und Schlittenfahrens. Die Briefe haben oft spielerischen Charakter, Tändeleyen sind die Grundlage zahlreicher Liebesbriefe zwischen Meta und Friedrich Gottlieb Klopstock.
Gleichzeitig mischt sich in Meta Klopstocks Werk die Empfindsamkeit, die sentimentale Dichtung, die sich zum Beispiel in der Häufung emotionaler Ausrufe äußert. Friedrich Gottlieb Klopstock hatte Richardsons Clarissa gelesen und nannte Meta Klopstock in zahlreichen Briefen vor der Heirat Clärchen oder Cläry, und auch Meta unterzeichnete ihre Briefe in der Folge so oder mit Cl. Klopstock. Edward Youngs Nachtgedanken mit Reflexionen über Leben und Tod hatten beide bereits 1751 gelesen. Meta Klopstock unterhielt von 1757 bis zu ihrem Tod einen Briefwechsel mit Samuel Richardson, in dem sie zum Beispiel auf sein „heavenly book“ Clarissa eingeht.
Im Laufe der Briefwechsel nimmt die Natürlichkeit der Schilderungen zu. Realistisch beschriebene Situationen des alltäglichen Lebens lassen nicht nur ein nahezu einzigartiges Bild des Alltags entstehen, sondern zeichnen durch zahlreiche Anekdoten auch ein äußerst menschliches Bild von Friedrich Gottlieb Klopstock und der gemeinsamen Welt.

„Es sind wunderliche Dinge, meine Briefe, und ich mache sie manchmal aus einer närrischen Ursache noch wunderlicher. Ich denke nämlich, es könnte wohl einmal ein Enkel unsrer Enkel, der meine Briefe fände (ich bin schon manchmal damit gedroht worden) sichs einfallen lassen, sie zu drucken ... Wenn sie denn doch auch gar zu natürlich sind; so wird der Schurke das Drucken doch wohl bleiben lassen.“

Auch wenn Meta Klopstock ihre Briefe nicht für den Druck bestimmt hatte, sind sie wie fast alle überlieferten Briefe ihrer Zeit trotzdem künstlerisch geformte Werke, die man Freunden in Zirkeln und anderswo vorzulesen pflegte. Ihr natürlicher Ton wurde auch von Zeitgenossen geschätzt.

„Ich habe solche Briefe noch nie gesehen, worinn so viel Natur im eigentlichsten Verstande, und zwar so viel gute Natur gewesen wäre.“

Meta Klopstock schuf in der Verbindung von Briefelementen des Rokoko und der Empfindsamkeit durch eine eigene, auch teilweise religiös geprägte Realistik ein Briefwerk, das in ihrer Zeit einzigartig dasteht.
Ihr einziges größeres literarisches Werk war das Drama Der Tod Abels, das 1757 entstand und im Kontext der Empfindsamkeit steht. Es kann als Seitenstück zu Friedrich Gottlieb Klopstocks Trauerspiel Der Tod Adams verstanden werden, das ebenfalls 1757 entstand. Im selben Jahr verfasste Meta Klopstock ihre Briefe von Verstorbenen an Lebendige. Ihr Gesamtwerk, das posthum erstmals 1759 erschien, enthält zudem Hymnen und Dialoge, zum Beispiel das Fragment eines Gesprächs, worin sie mit Friedrich Gottlieb Klopstock die Motive literarischer Produktion diskutiert. Im Jahr 1816 erschien ihr Essay Ein Brief über die Moden, der sich scharfzüngig über menschliche Eitelkeiten äußert.
Zu Lebzeiten war Meta Klopstock eine in kulturellen Kreisen angesehene Frau. Zu ihren Freunden zählten Johann Adolf Schlegel, Karl Christian Gärtner, Johann Arnold Ebert und Johann Wilhelm Ludwig Gleim. Nach ihrem Tod wurde sie jedoch bald vergessen und erst seit 1950 wiederentdeckt. In diesem Jahr ging der Nachlass Friedrich Gottlieb Klopstocks in den Besitz der Staats- und Universitätsbibliothek Hamburg über. Darin fanden sich der verloren geglaubte Brautbriefwechsel und weiterer Briefwechsel Meta Klopstocks sowie andere Aufzeichnungen, die zusammen mit bereits veröffentlichten Einzelbriefen Meta Klopstocks in drei Bänden 1956 erschienen.

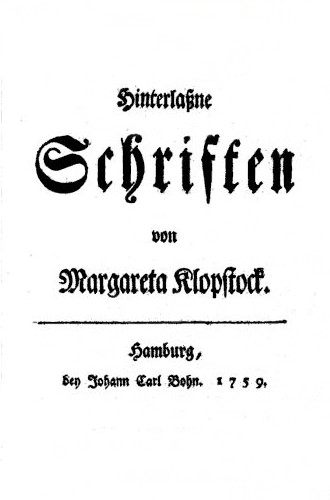
Hinterlaßne Schriften, 1759

## Werke
- Der Tod Abels. Frankfurt/Leipzig 1757. (8Digitalisat Ausg. 1776)
- Briefe von Verstorbenen an Lebendige (1757)
- Hinterlaßne Schriften (1759)
- Ein Brief über die Moden (1816)
- Meta Klopstock geb. Moller: Briefwechsel mit Klopstock, ihren Verwandten und Freunden (1956)
  - Band 1: 1751–1754
  - Band 2: 1754–1758
  - Band 3: Erläuterungen